# Достык (Талгарский район)
Достык (каз. Достық) — село в Талгарском районе Алматинской области Казахстана. Входит в состав Кайнарского сельского округа. Код КАТО — 196247300.

## Население
В 1999 году население села составляло 84 человека (39 мужчин и 45 женщин). По данным переписи 2009 года, в селе проживали 93 человека (46 мужчин и 47 женщин).